# Petrus Dunajski

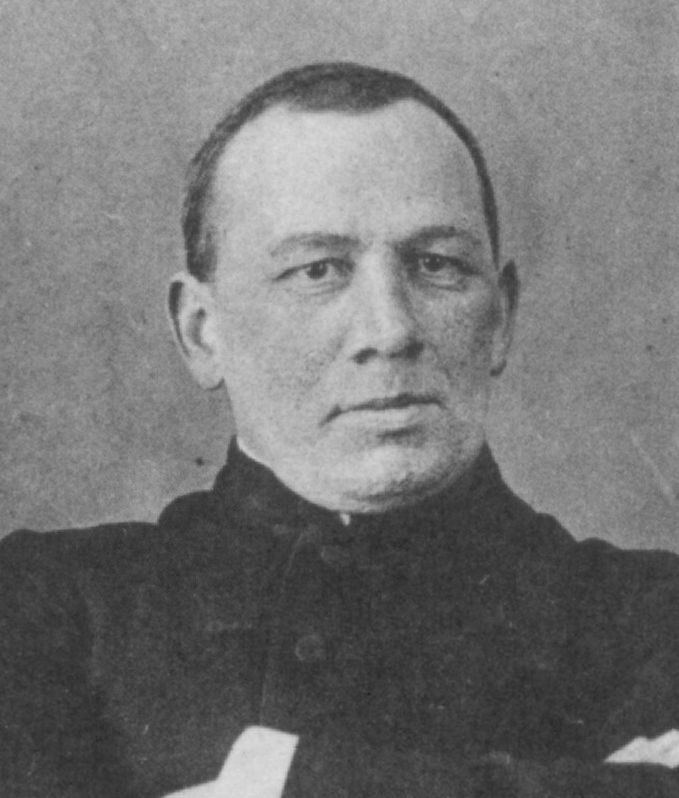
Petrus Dunajski als Reichstagsabgeordneter 1912

Petrus Dunajski (* 26. Januar 1869 in Dzierondzno; † 11. Juli 1938) war polnischer katholischer Geistlicher und Mitglied des Deutschen Reichstags.

## Leben
Dunajski besuchte zuerst die Dorfschule zu Dzierondzno, dann vom 11. Jahre ab zuerst das Bischöfliche Progymnasium in Pelplin und hierauf das Gymnasium zu Kulm. Er studierte vier Jahre im Priesterseminar zu Pelplin und wurde im Jahre 1896 ordiniert. Danach war er drei Jahre tätig als Kaplan in Lalkau, Hochstüblen und Löbau und wurde zum Pfarradministrator in Mechau ernannt. 1905 wurde er auf die Pfarrei Lippusch kanonisch instituiert.
Von 1912 bis 1918 war er Mitglied des Deutschen Reichstags für den Reichstagswahlkreis Regierungsbezirk Danzig 5 (Berent, Preußisch Stargard, Dirschau).